# اوبرهارمرسباخ
اوبرهارمرسباخ (به آلمانی: Oberharmersbach) یک شهر در آلمان است که در ارتناوکرایس واقع شده‌است. اوبرهارمرسباخ ۲٬۵۶۳ نفر جمعیت دارد.